# Passavant-en-Argonne

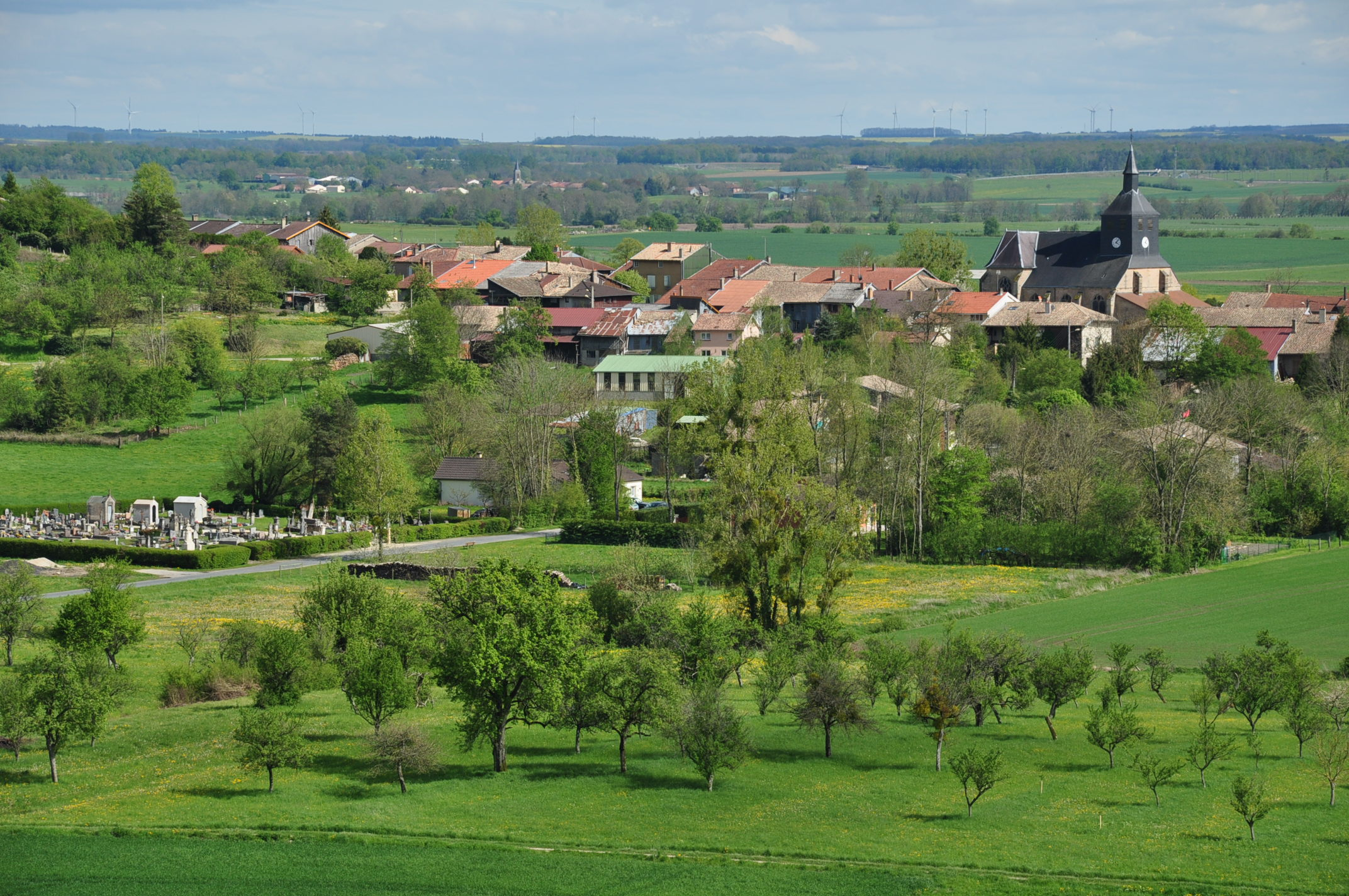
Passavant-en-Argonne

Passavant-en-Argonne este o comună în departamentul Marne, Franța. În 2009 avea o populație de 222 de locuitori.